# Beni Chaib
Beni Chaib (în arabă بنى شعيب) este o comună din provincia Tissemsilt, Algeria.
Populația comunei este de 3.494 de locuitori (2008).